# Beccariola brevicornis
Beccariola brevicornis es una especie de coleóptero de la familia Endomychidae.

## Distribución geográfica
Habita en Laos, Vietnam y Tailandia.